# Koupě

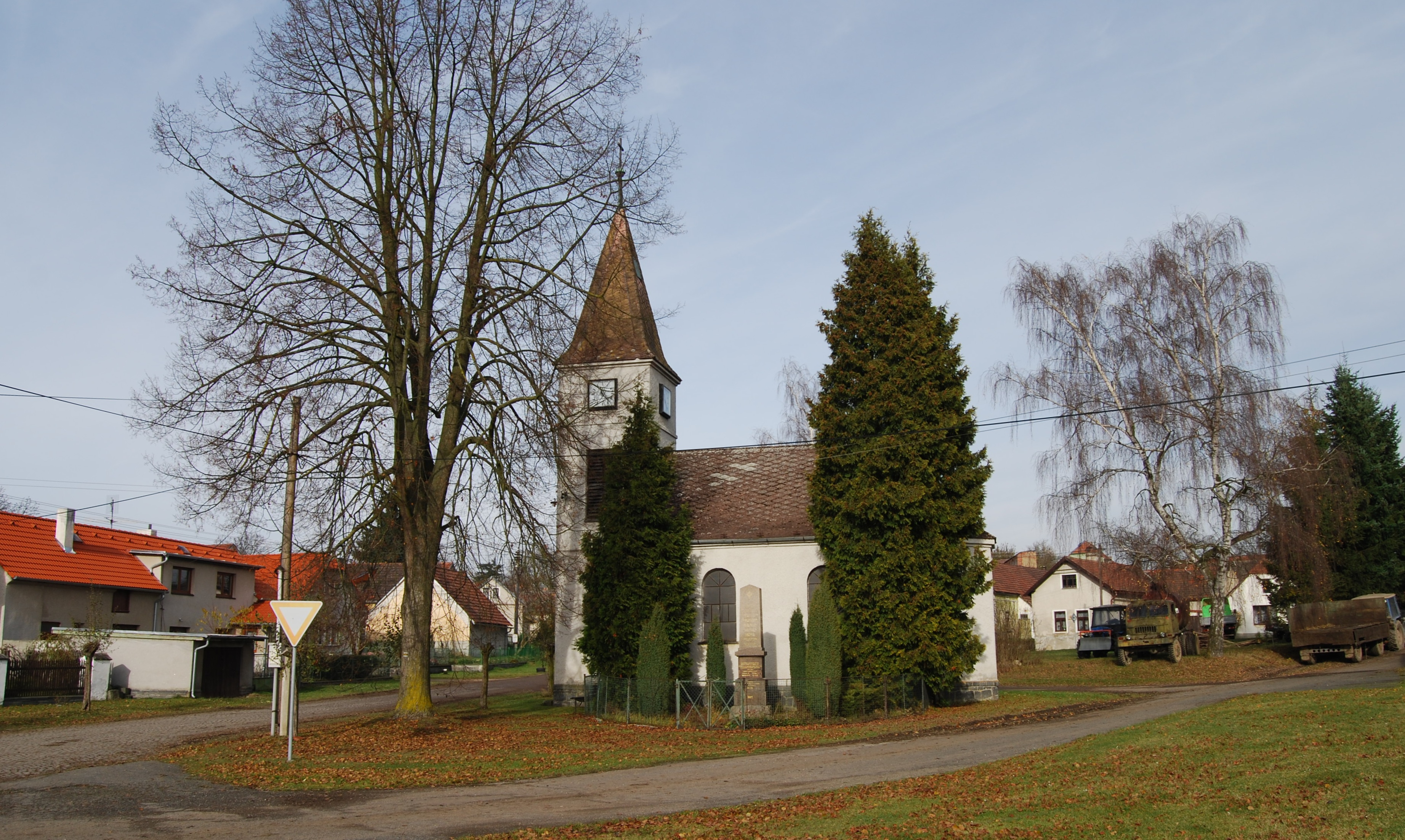
Kapelle

Koupě, bis 1924 Koupí (deutsch Kaupy, 1939–45: Kauf) ist eine Gemeinde in Tschechien. Sie liegt 20 Kilometer südwestlich von Příbram und gehört zum Okres Příbram.

## Geographie
Koupě befindet sich in den südlichen Ausläufern des Brdy am Teich Dražská Koupě. Im Nordwesten erhebt sich der Špalková hora (619 m), dahinter liegt der Stráž (637 m). Östlich liegt der Drahenický vrch (615 m). Westlich wird der Ort durch die Bahnstrecke von Březnice nach Blatná umfahren, an der einen Kilometer von Koupě die Bahnstation Slavětín u Březnice liegt.
Nachbarorte sind Hudčice im Norden, Drahenice und Hradčany im Osten, Draheničky und Uzeničky im Südosten, Podruhlí, Na Hůrce und Chaloupky im Süden, Bělčice im Südwesten sowie Slavětín im Nordwesten.

## Geschichte
Die erste urkundliche Erwähnung des Ortes erfolgte 1367.
Im Jahre 1840 bestand Kaupy aus 55 Häusern mit 421 Einwohnern. Im Dorf gab es einen Meierhof, eine Schäferei und eine emphyteutisiertes Wirtshaus. Westlich des Dorfes lag das Hegerhaus Wegfuk (Výfuk). Pfarrort war Bieltschitz. Bis zur Mitte des 19. Jahrhunderts blieb Kaupy der Herrschaft Březnitz untertänig.
Nach der Aufhebung der Patrimonialherrschaften bildete Koupí /Kaupy ab 1850 mit dem Ortsteil Slavětín eine Gemeinde in der Bezirkshauptmannschaft und dem Gerichtsbezirk Březnitz. Seit 1868 gehörte die Gemeinde zum Bezirk Blatná. Im Zuge der Aufhebung des Okres Blatná wurde Koupě 1960 dem Okres Příbram zugeordnet. 1964 wurde Slavětín nach Hudčice umgemeindet. Am 1. Jänner 1980 erfolgte die Eingemeindung nach Volenice. Mit Beginn des Jahres 1993 löste sich Koupě von Volenice los und bildete eine eigene Gemeinde.

## Gemeindegliederung
Für die Gemeinde Koupě sind keine Ortsteile ausgewiesen.

## Sehenswürdigkeiten
- Kapelle am Dorfplatz